# يارا خوري مخايل
يارا خوري مخايل (مواليد 6 نوفمبر 1992) هي حاملة لقب ملكة جمال لبنان لعام 2011. مثلت بلادها لبنان في مسابقة ملكة جمال الكون عام 2011 و ملكة جمال العالم عام 2011، حيث كانت من أول 30 في قائمة "Beauty with A Purpose". درست إعلام مرئي ومسموع وإخراج في جامعة الجامعة اللبنانية الأميركية.